# آنه گابارائین
آنه گابارائین (باسکی: Ane Gabarain؛ زادهٔ ۲ ژوئن ۱۹۶۳) بازیگری از سرزمین باسک اسپانیا است.
از فیلم‌ها یا برنامه‌های تلویزیونی که وی در آن نقش داشته است، می‌توان به بمب‌هراس، خانواده سرانو و دیار اجدادی اشاره کرد.
وی در سال ۲۰۲۴ برندهٔ جایزه گویا بهترین بازیگر نقش مکمل زن شد.